# 해운대 석각
해운대 석각(海雲臺 石刻)은 부산광역시 해운대구 동백섬 내에 자리한 작은 바위 윗면에 '해운대(海雲臺)'라는 글씨를 새긴 것으로, 통일신라 후기의 학자였던 최치원 선생의 글씨로 전한다. 1999년 3월 9일 부산광역시의 기념물 제45호 해운대석각으로 지정되었다가, 2014년 9월 3일 해운대 석각으로 명칭이 변경되었다.

## 개요
동백섬 내에 자리한 작은 바위 윗면에 '해운대(海雲臺)'라는 글씨를 새긴 것으로, 통일신라 후기의 학자였던 최치원 선생의 글씨로 전한다.
선생이 가야산으로 향하던 도중 이 주변의 자연경관이 너무도 아름다워 돌을 쌓아 대를 만든 후, 바다와 구름, 달과 산을 음미하면서 이 바위에 ‘해운대(海雲臺)’라는 글씨를 새기었는데, 이때부터 ‘해운대’라는 지명이 생겨났다고 한다.
최치원 선생의 글씨라는 사실이 정확히 확인된 바는 없으나, 고려 시대 당시 문신이었던 정포의 시에서 ‘대는 황폐하여 흔적이 없고 오직 해운의 이름만 남아 있구나’라고 읊고 있어, 이미 그 당시에도 이 석각이 있었음을 알 수 있다.
현재는 오랜 세월 동안 비바람과 파도에 씻겨 나가 ‘운(雲)’자가 심하게 닳아있는 상태이다.

## 같이 보기
- 해운대

## 참고 자료
- 해운대 석각 - 국가유산청 국가유산포털